# انتقام (کمیک)
انتقام (به انگلیسی: Vengeance) یک شخصیت خیالی ابرشرور در کتاب‌های کامیک منتشر شده توسط مارول کامیکس است. او برای نخستین بار به عنوان یک هماورد در مقابل شخصیت روح‌سوار معرفی شد. شخصیت انتقام توسط هاوارد مکی خلق شده‌است؛ که برای اولین بار، در شمارهٔ ۲۳ از مجلهٔ بلیز: ارواح انتقام در آوریل ۱۹۹۳ ظاهر شد.

## داستان
مایکل بدیلینو یک کارآگاه پلیس و مأمور دولتی بود. او مرد خوبی بود و با روح سوار (جانی بلیز) ارتباط خوبی داشت. اما بعدها مفیستو به او پیشنهادی داد و او با کمال میل آن را پذیرفت. وی روح خود را به مفیستو فروخت و با روح شیطانی با نام انتقام عوض کرد. او با داشتن این روح خبیث شده بود و دیگر روابط خوبی با روح سوار نداشت. وی به عنوان دشمن روح‌سوار به شمار می‌رود.

## رسانه ها
او در گوست رایدر (بازی ویدئویی) سال ۲۰۰۷ به عنوان رئیس مرحله اول حضور یافت. بازیکن در نقش روح سوار بود و باید با موتور به دنبال «انتقام» می رفت تا به آن ضربه بزند.